# Geranomyia avara
Geranomyia avara är en tvåvingeart som först beskrevs av Alexander 1944.  Geranomyia avara ingår i släktet Geranomyia och familjen småharkrankar. Inga underarter finns listade i Catalogue of Life.